# Лома-Бланка (Чиуауа)
Лома-Бланка (исп. Loma Blanca) — посёлок в Мексике, штат Чиуауа, входит в состав муниципалитета Хуарес. Численность населения, по данным переписи 2010 года, составила 2169 человек.

## Общие сведения
Название Loma Blanca с испанского языка можно перевести как белый холм.
Первое упоминание о поселении относится к 1960 году, при переписи населения.
Посёлок расположен в пригородной зоне Сьюдад-Хуареса, на границе с США.